# Erodium aethiopicum
Erodium aethiopicum — вид рослин родини геранієві (Geraniaceae). Етимологія: aethiopicum — географічний епітет, який натякає на його місце зростання в Ефіопії.

## Опис
Однорічник. Стебла до 50 см, прямовисні або стеляться, більш-менш густо запушено-залозисті, особливо у верхній частині. Листки 10–170 × 8–30 мм, перисті. Пелюстки 5–10 мм, нерівні, фіолетові. Півплоди від 4,3 до 5,5 мм.

## Поширення
Живе на Піренейському півострові і в Північній Африці.

## Галерея

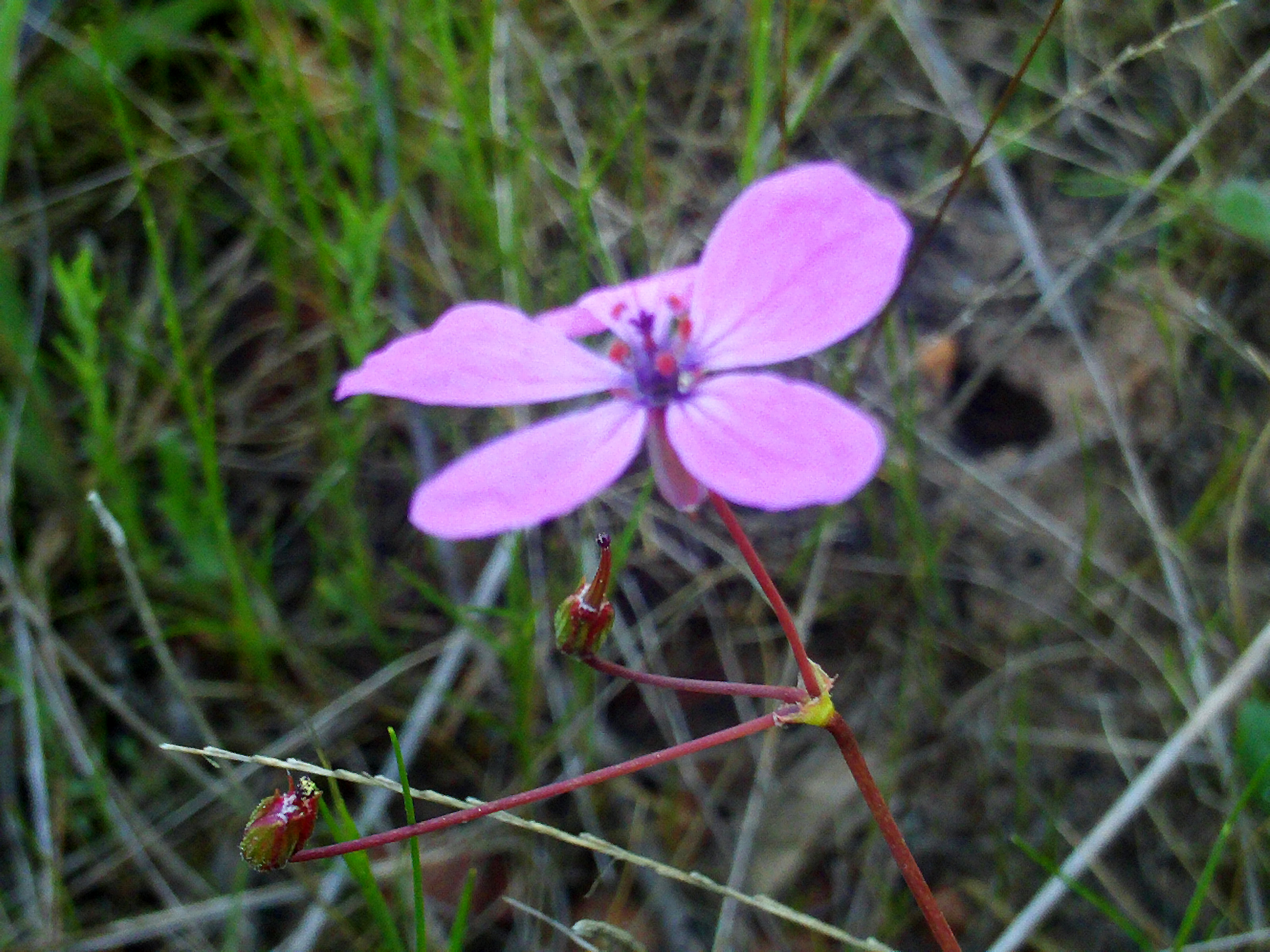
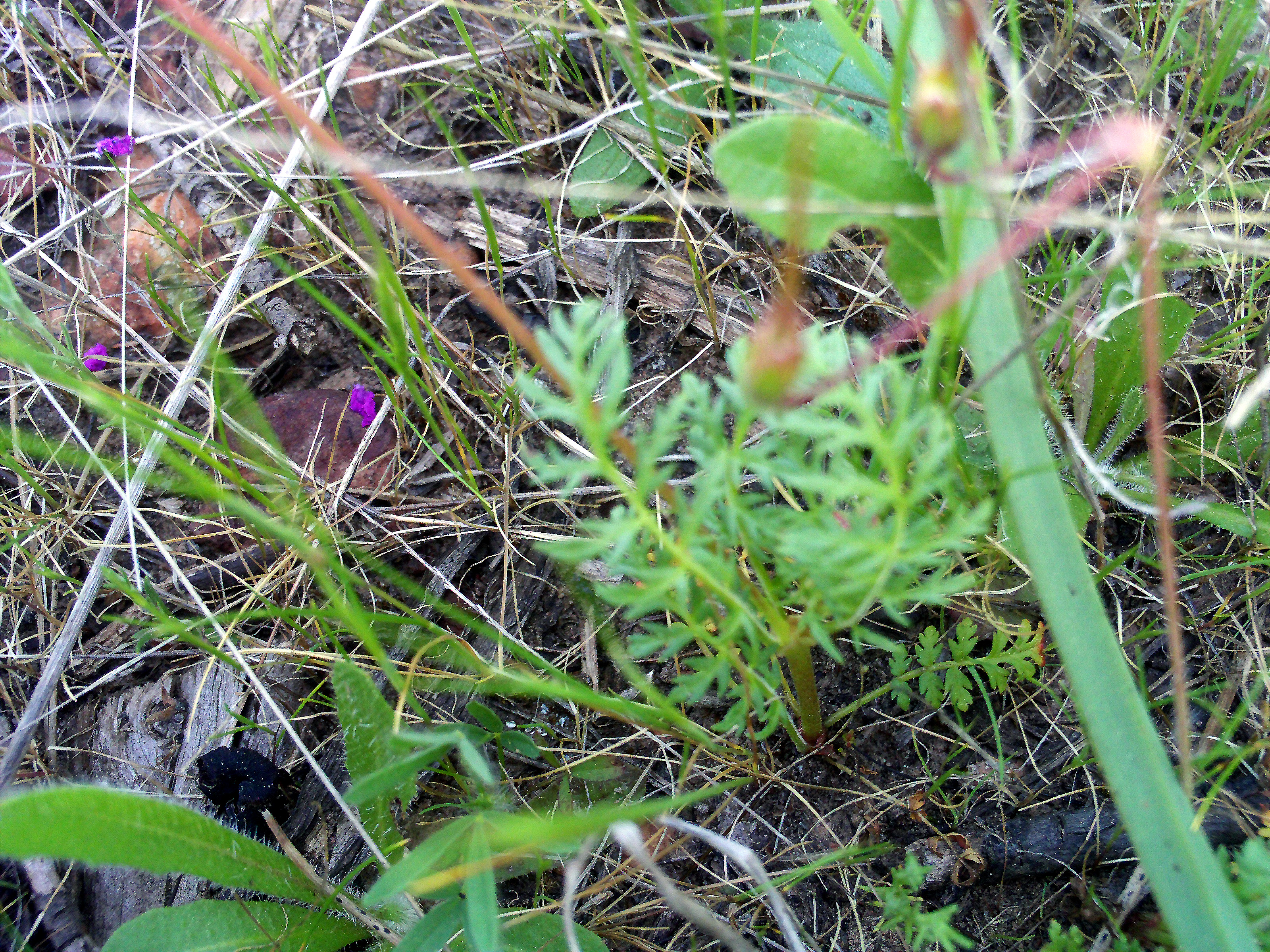